# Chênée
Chênée (en való Tchinnêye o Tchêynêye) és un antic municipi de Bèlgica que a l'1 de gener de 1977 va fusionar amb Lieja. Es troba al conflent dels rius Vesdre i Ourthe. Aquesta posició estratègica tant per al comerç com per a la defensa de la ciutat de Lieja, explica l'origen del poble.

## Història

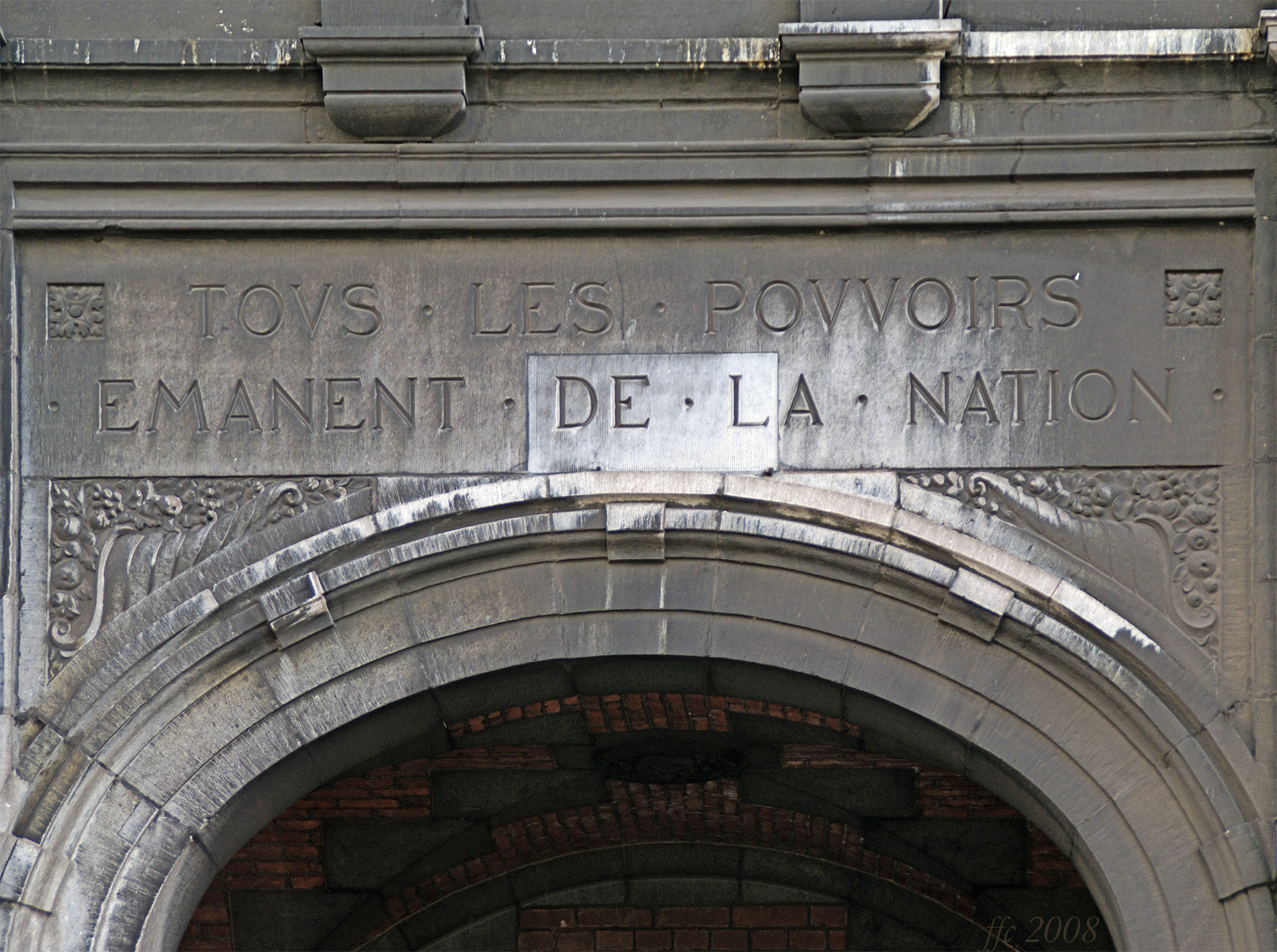
Casa de la vila: detall amb el text de l'article 33 de la constitució belga «Tots els poders eixen de la nació».

El nom significa «roureda» segons el nom való per roure: tchine. Durant l'ocupació francesa de 1794 a 1815, tot els topònims valons s'han francesitzat.

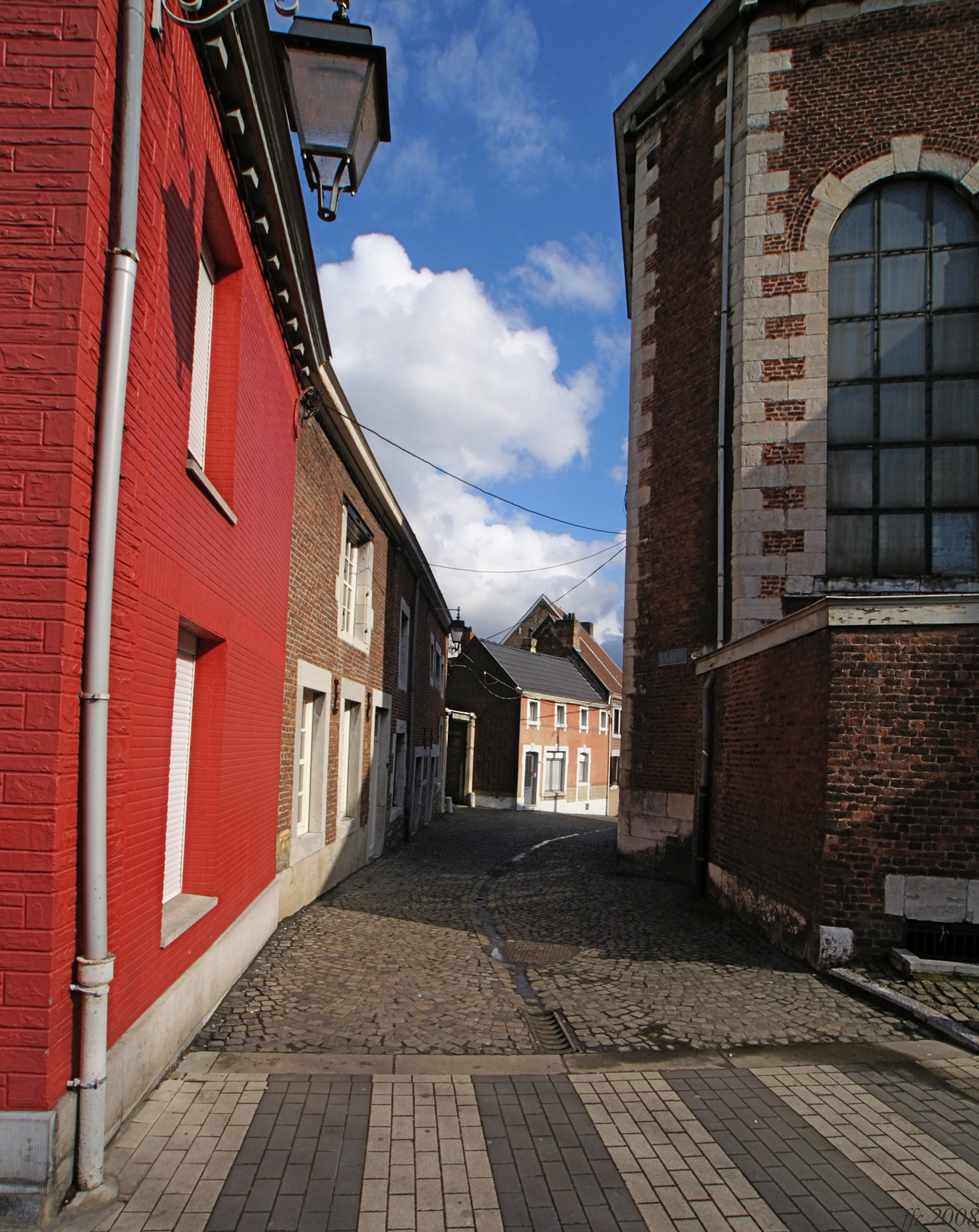
Carrer Hippolyte Cornet

A l'època romana, el lloc hauria sigut famós per a les seves vinyes. El nom actual va aparèixer per a la primera vegada al segle xi. A l'edat mitjana, el territori de Chênée depenia d'una finca carolíngia de la qual el centre es trobava a Jupille. A la fi del segle viii, els carolingis la cedeixen al capítol d'Aquisgrà. L'any 1008, l'emperador Enric II cedeix la finca de Jupille al bisbe de Verdun. L'any 1266 el bisbe Robert de Verdun dona el domini i el dret de cens de Jupille a perpetuïtat al capítol de Sant-Lambert de Lieja. Des d'aleshores, el territori va integrar-se al principat de Lieja fins a l'annexió francesa del 1794. Des del 1815 va fer part del Regne Unit dels Països Baixos i el 1830 de Bèlgica.
Dues línies ferroviàries van influenciar el desenvolupament del poble al segle XIX: la línia 37 de Lieja fins a la frontera alemanya i la línia 34, Chênée-Plombières, anomenada també la línia del País d'Herve, ara desafectada el 1957 per als passatgers i el 1986 per a les mercaderies. Avui el traçat de l'antiga via ferroviària s'ha integrat en la xarxa per a vianants lents Ravel de la regió Valona.
Durant la revolució industrial, el poble va créixer força ràpidament i a poc a poc va conglomerar-se amb la ciutat de Lieja, amb la qual finalment a l'1 de gener de 1977 va fusionar.

## Economia
Després del tancament de les mines de carbó, el poble com tota la regió va conèixer una crisi econòmica important. Sempre subsisteixen diverses empreses metal·lurgiques.
La més coneguda n'és «Cuivre et Zinc» el resultat de la fusió de tres fàbriques a la fi del segle XIX: Francotte, Chaudoir et Pirlot que el 1904 van transferir-se a Chênée. L'expansió va ser ràpida que poc després van obtenir l'autorització de derrocar l'antic castell de Chênée. El 1998 el grup d'Anvers Lamitref va adquirir aquesta fàbrica.
Antany, el nucli també coneixia una activitat important de fabricació de gots i de recipients de vidre, la fàbrica més coneguda era la Société Anonyme des Verreries de Chenée. Aquesta activitat va desaparèixer completament poc després de la primera guerra mundial.
Una varietat de pomes s'ha anomenat Reinette de Chênée, creada per a l'horticultor i antic burgmestre del poble Charles Descardre.

## Monuments i curiositats
- La casa de la vila
- L'església Sant Pere
- L'escola superior de l'estat

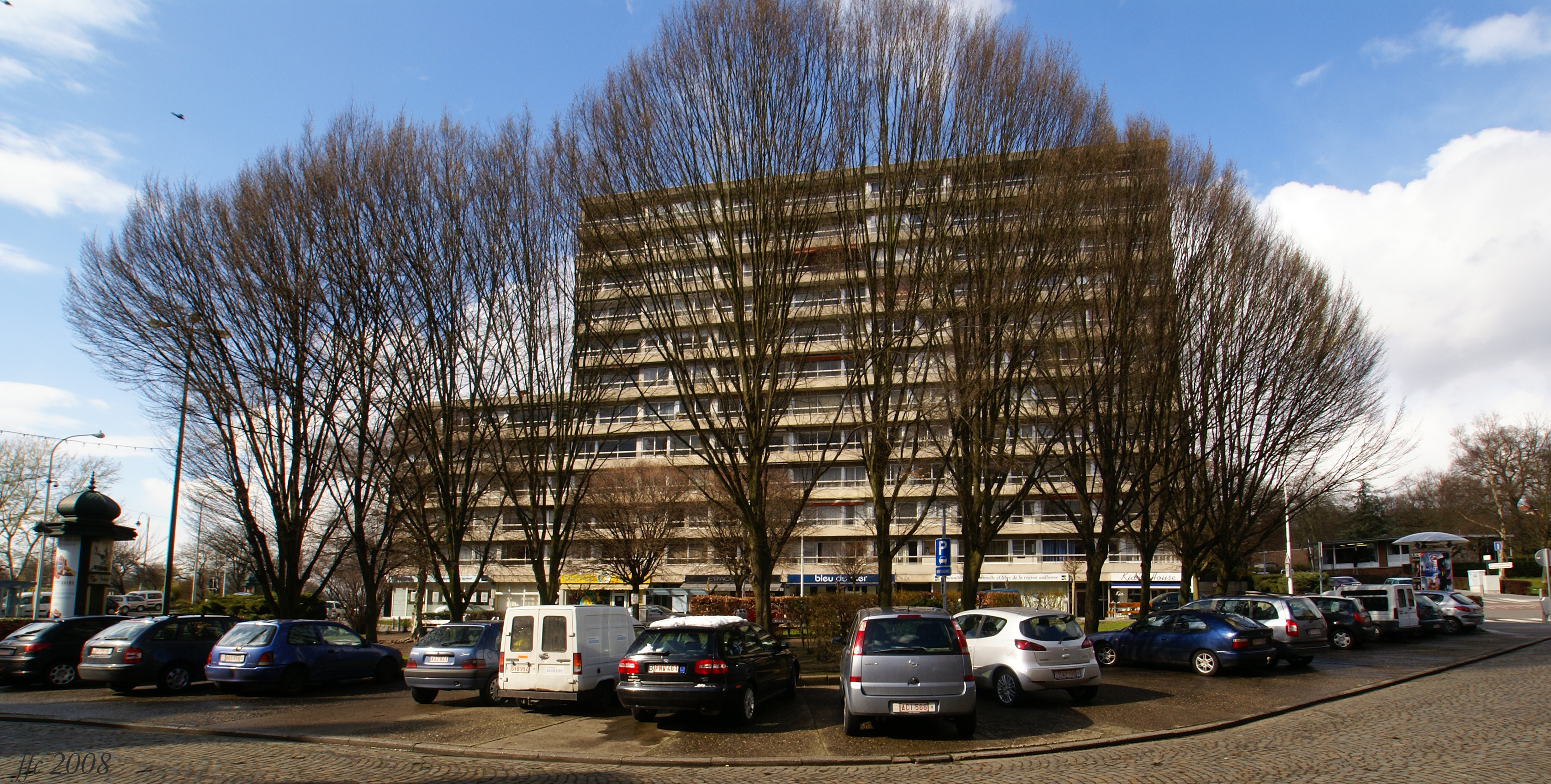
Place Joseph Willem Plaça major
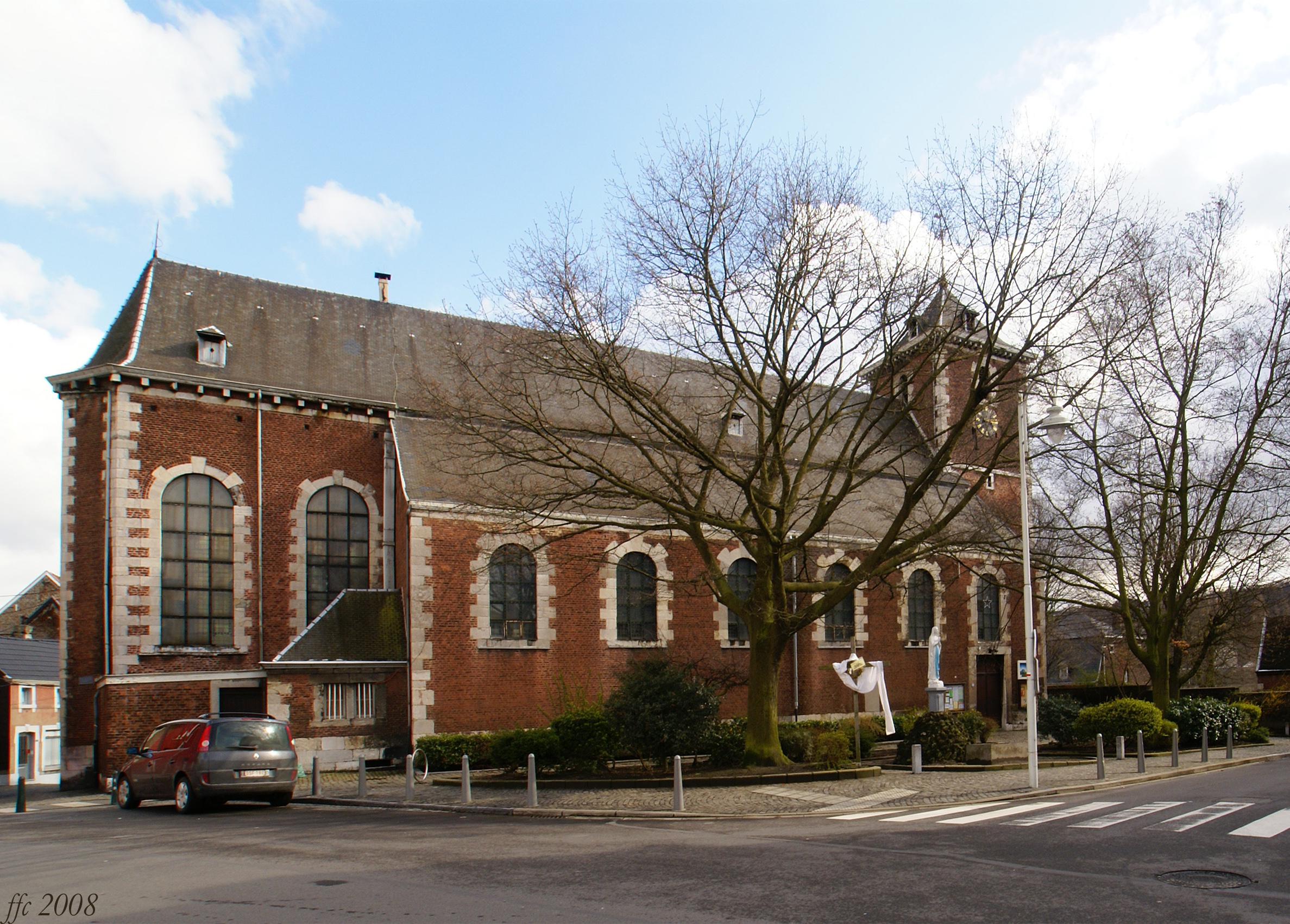
Església de Sant Pere
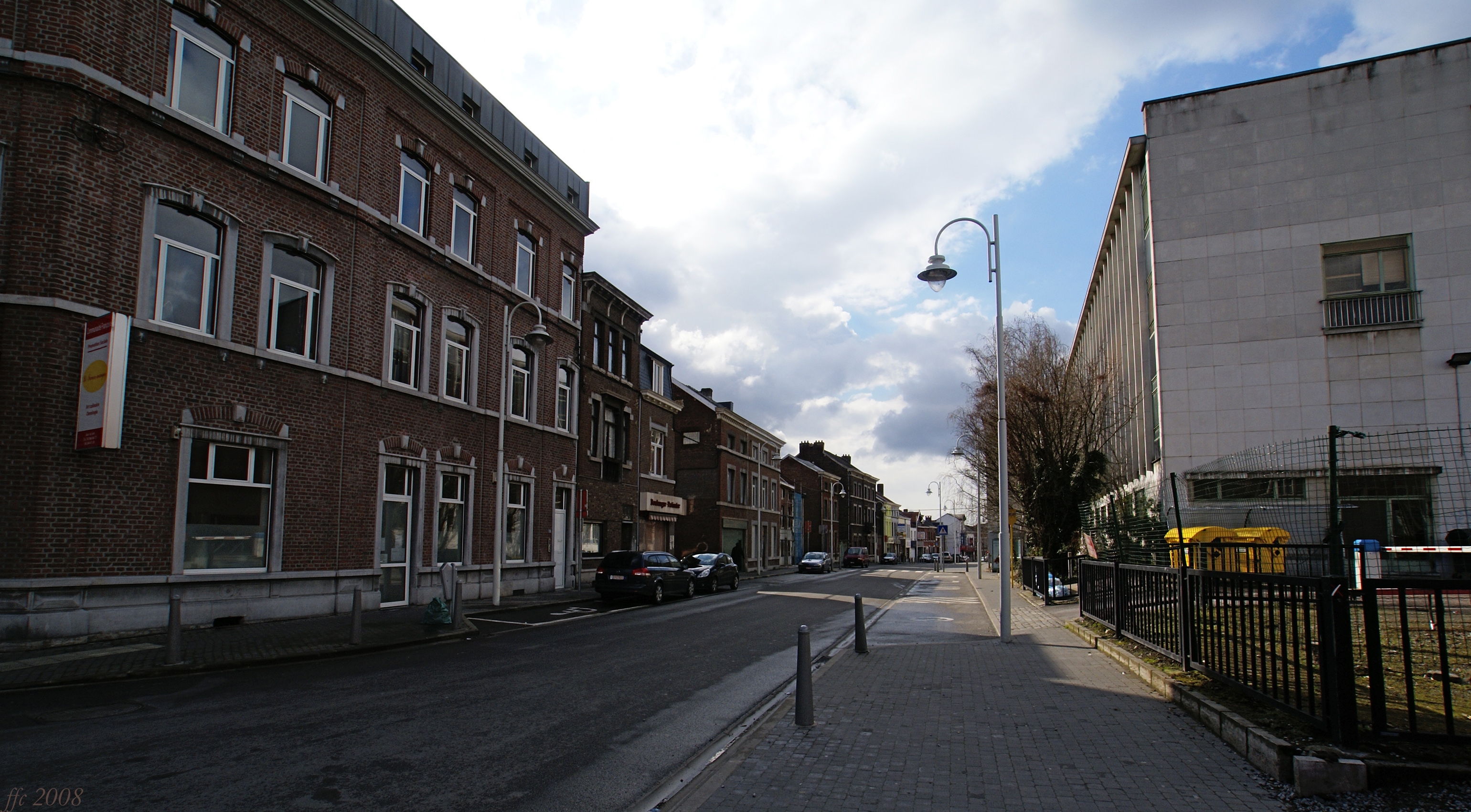
Escola superior de l'Estat
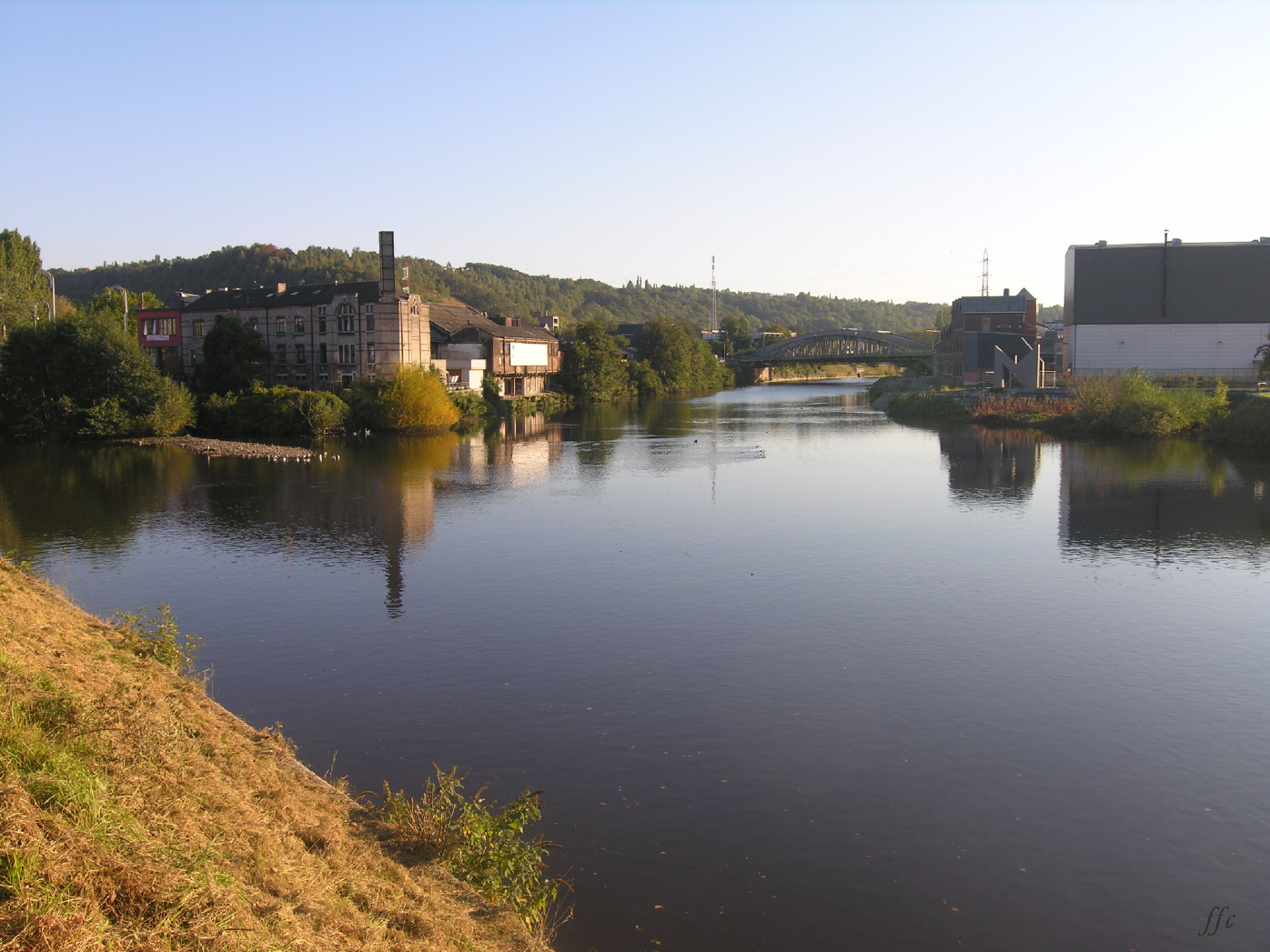
Aiguabarreig del Vesdre (a l'esquerra) i de l'Ourthe (a la dreta)

## Fills predilectes de Chênée
- Charles Descardre, burgmestre de 1882 a 1891
- Clélie Lamberty, (1930 - 2013), pintora